# Břežánky
Břežánky (německy Briesen) jsou zaniklá vesnice v okrese Teplice. Ležela 2,5 kilometru severozápadně od Bíliny. Vesnice úředně zanikla v roce 1970 a zbořena byla o dva roky později v důsledku těžby hnědého uhlí v lomu Bílina. Existuje katastrální území Břežánky o výměře 4,68 km².

## Název
Jméno vesnice Břežánky je zdrobnělinou názvu Břežany a začalo se používat až v polovině devatenáctého století k odlišení jiných sídel se stejným názvem. V písemných pramenech se jméno objevuje ve tvarech: Bresaz (1207), Bresan (1209), Brezan (1341), Břežany (1454), brzezianky (1575), Priesen (1787), Briesen nebo Priesen (1833) a Břežanky (1854–1923).

## Historie

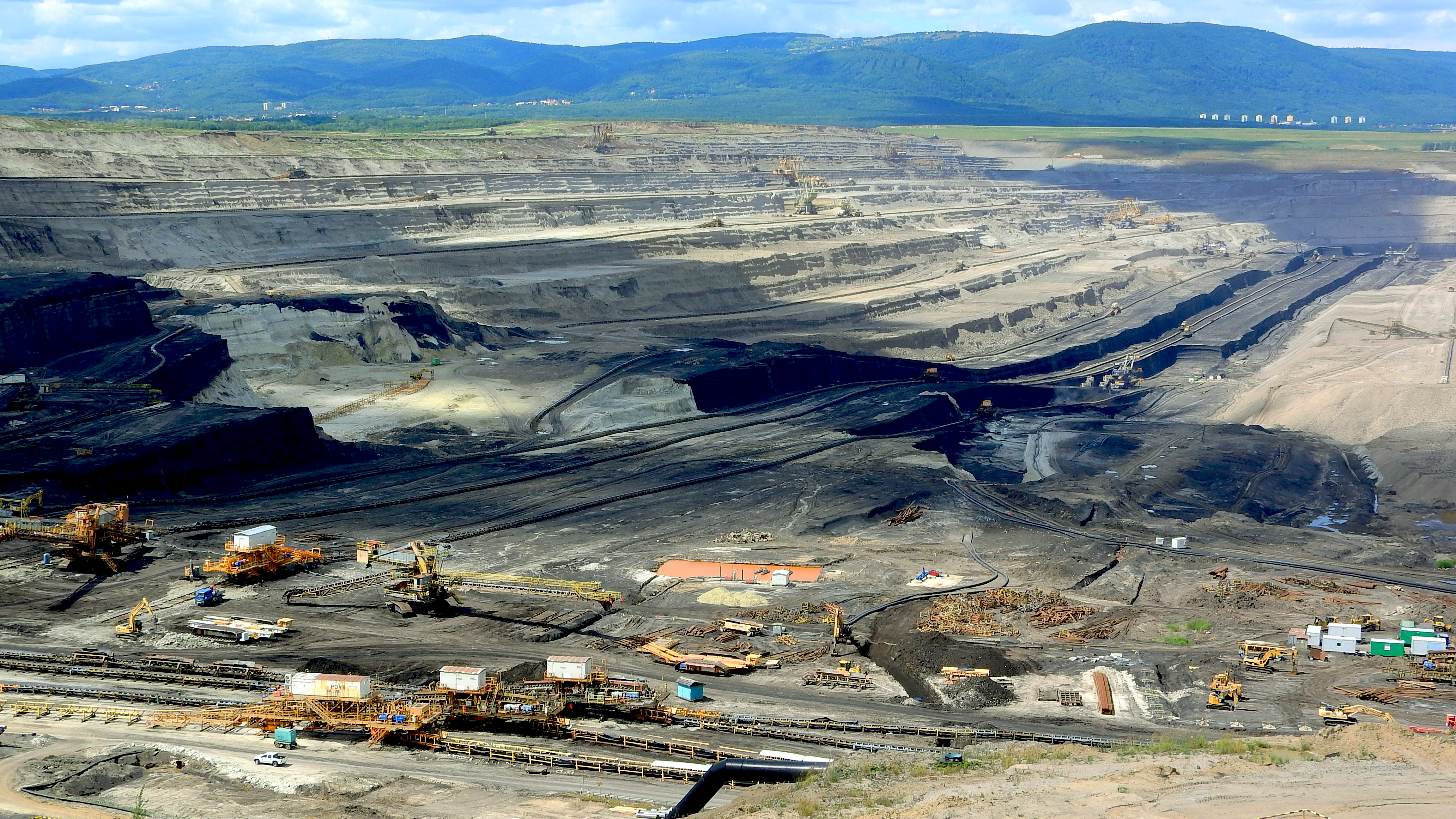
Lom Bílina

První písemná zmínka o vesnici je z roku 1207.

## Obyvatelstvo
Při sčítání lidu v roce 1921 zde žilo 1 831 obyvatel (z toho 935 mužů), z nichž bylo 1 227 Čechoslováků, 583 Němců a 21 cizinců. Většina jich byla bez vyznání, ale 702 lidí se hlásilo k římskokatolické církvi, deset k evangelickým církvím, jeden k církvi československé a jeden k jiným nezjišťovaným církvím. Podle sčítání lidu z roku 1930 měla vesnice 2 421 obyvatel: 1 750 Čechoslováků, 664 Němců a sedm cizinců. I tentokrát převažovali lidé bez vyznání. Katolická církev zde měla 942 členů, evangelické 66, církev československá 26 a k jiným církvím se hlásil jen jeden člověk.
|           | 1869 | 1880 | 1890 | 1900  | 1910  | 1921  | 1930  | 1950  | 1961  | 1970 | 1980 | 1991 | 2001 | 2011 |
| --------- | ---- | ---- | ---- | ----- | ----- | ----- | ----- | ----- | ----- | ---- | ---- | ---- | ---- | ---- |
| Obyvatelé | 209  | 405  | 723  | 1 886 | 1 996 | 1 831 | 2 421 | 1 603 | 1 454 | .    | .    | .    | 80   | 46   |
| Domy      | 29   | 42   | 52   | 101   | 119   | 118   | 245   | 261   | 349   | .    | .    | .    | 1    | 1    |

## Osobnosti
- Václav Starý (1934-2021), archivář a historik